# Howe (Texas)
Pour les articles homonymes, voir Howe.
Howe est une ville située au sud de la partie centrale du comté de Grayson, au Texas, aux États-Unis,.

## Démographie
Lors du recensement de 2010, la ville comptait une population de 2 600 habitants. Elle est également estimée, en 2016, à 2 858 habitants.

### Source de la traduction
- (en) Cet article est partiellement ou en totalité issu de l’article de Wikipédia en anglais intitulé « Howe, Texas » (voir la liste des auteurs).